# Леннеберг, Эрик
Эрик Хайнц Леннеберг (19 сентября 1921 — 31 мая 1975) — лингвист и невролог, внесший вклад в области овладения языком и когнитивной психологии с точки зрения концепции врожденности.

## Биография
Родился в Дюссельдорфе, Германия.  До 1933 года там же посещал начальную школу.  В 1949 году получил степень бакалавра Чикагского университета и затем — докторскую степень там же. 1956 году получил степень бакалавра психологии и лингвистики в Гарварде.
Как еврей, покинул Германию из-за растущих нацистских преследований и переехал с семьей в Бразилию, а затем в Соединённые Штаты, где учился в Чикагском и Гарвардском университетах. Преподавал психологии и нейробиологии в Гарвардской медицинской школе, Мичиганском университете в Анн-Арборе, а также в Корнеллском университете.

## Научные взгляды
В статье «The Capacity of Language Acquisition», первоначально опубликованной в 1960 году, изложил основные аргументы о специфической для человека биологической способности к языку, которые затем развивались в его исследованиях и дискуссиях с Джорджем А. Миллером, Ноамом Хомским и другими. Выдвинул четыре аргумента в пользу биологической врожденности психологических способностей.
В своей публикации «Biological Foundations of Language» выдвинул гипотезу о критическом периоде развития языка. Биологический подход Леннеберга к языку был связан с такими разработками, как моторная теория восприятия речи, разработанная Элвином Либерманом с соавторми.
Выступал против научного значения работ Эдварда Сепира и Бенджамина Ли Уорфа, особенно в отношении идеи о том, что язык влияет на мышление. Аргумент Леннеберга против этого понятия заключался в том, что «лингвистические и нелингвистические события должны наблюдаться и описываться отдельно, прежде чем их можно будет соотнести».  Леннеберг указал также на то, что Уорф не изучал апачей, неясно даже, встречал ли он их когда-нибудь в жизни. Его суждения о психологии апачей основаны только на грамматике их языка, что является порочным кругом: апачи говорят по-другому, значит, они и думают по-другому. Как узнать, что думают апачи? Нужно просто посмотреть на то, как они говорят!.

## Общественная работа
Активно участвовал в жизни научного сообщества, был членом Phi Beta Kappa, Лингвистического общества Америки, Американской психологической ассоциации, Общества исследований в области развития детей и Американской ассоциации содействия развитию науки.